# Peganum
- Commons
- Wikispecies

Peganum é um género botânico pertencente à família Nitrariaceae (Sheahan & Chase, 1996).

## Espécies
- Peganum crithmifolium
- Peganum dauricum
- Peganum davurica
- Peganum harmala L. - Síria
- Peganum harmala var. grandifiorum
- Peganum mexicanum Bunge México
- Peganum nigellastrum Bunge China
- Peganum retusum
- Peganum rothschildianum F.Buxbaum Tunísia
- Peganum texanum M.E.Jones América do Norte

## Classificação do gênero
| Sistema | Classificação                       | Referência               |
| ------- | ----------------------------------- | ------------------------ |
| Linné   | Classe Dodecandria, ordem Monogynia | Species plantarum (1753) |